# Pekka Nylander
Per (Pekka) Edvin Alfred Nylander, född 11 december 1897 i Helsingfors, död 14 april 1955 i München, var en finländsk läkare. 
Nylander blev medicine och kirurgie doktor 1927, var extra ordinarie professor i kirurgi vid Helsingfors universitet 1940–1943 och därefter ordinarie professor vid nämnda universitet. Han gjorde en banbrytande insats inom hjärt-, blodkärls- och lungkirurgin.